# Mistrzostwa Świata we Wspinaczce Sportowej 2012

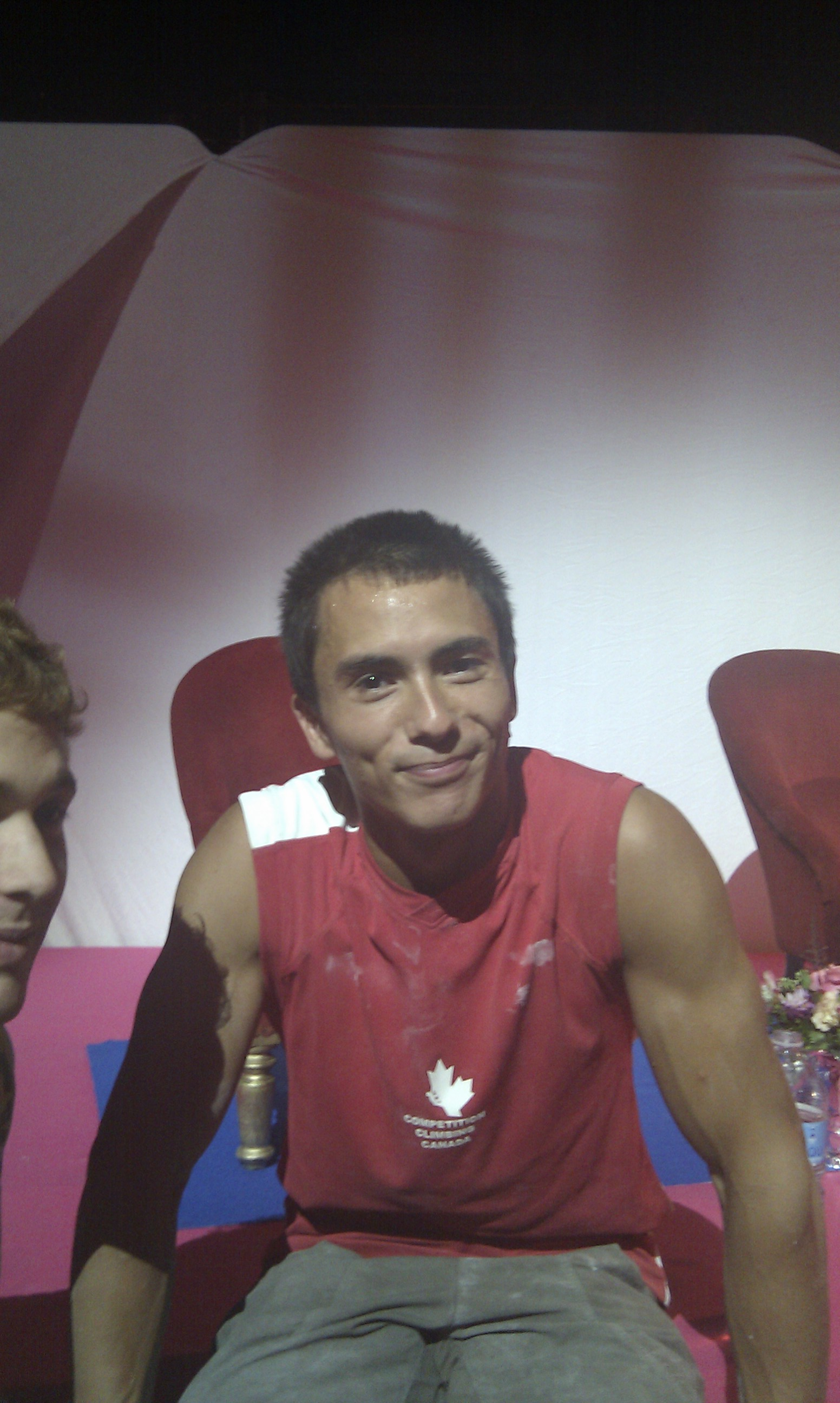
Sean McColl –
pierwszy mistrz świata (zloty medalista) we wspinaczce łącznej.

Mistrzostwa Świata we Wspinaczce Sportowej 2012 – 12. edycja mistrzostw świata we wspinaczce sportowej, która odbyła się w dniach 12–16 września 2012 we francuskim AccorHotels Arena w Paryżu. Podczas zawodów wspinaczkowych zawodnicy i zawodniczki rywalizowali w 8 konkurencjach. 
Po raz pierwszy (debiut) była rozgrywana nowa konkurencja wspinaczka łączna przez mężczyzn, którą wygrał Kanadyjczyk Sean McColl, a u kobiet wygrała Koreanka Kim Ja-in. 

## Harmonogram
Legenda
| E | Eliminacje |  | Finał (ilość) |

| Wrzesień 2007       | 11 | 12 | 13 | 14 | 15 | 16 | 17 |
| ------------------- | -- | -- | -- | -- | -- | -- | -- |
| Wspinaczka sportowa |    | E  | E  | E  | 3  | 5  |    |

## Konkurencje
Mężczyźni
- bouldering, prowadzenie, na czas i wspinaczka łączna

Kobiety
- bouldering, prowadzenie, na czas i wspinaczka łączna

## Uczestnicy
Zawodnicy i zawodniczki podczas zawodów wspinaczkowych w 2012 roku rywalizowali w 8 konkurencjach. Łącznie do mistrzostw świata zgłoszonych zostało 481 wspinaczy (każdy zawodnik miał prawo startować w każdej konkurencji o ile do niej został zgłoszony i zaakceptowany przez IFCS oraz organizatora zawodów). 
| Lp.   |           | ↓ Uczestnicy – konkurencje → |     | bouldering | prowadzenie | na czas | wsp. łączna |
| ----- | --------- | ---------------------------- | --- | ---------- | ----------- | ------- | ----------- |
| 1.    | Mężczyźni | 114                          | 102 | 55         | 16          |         |             |
| 2.    | Kobiety   | 66                           | 65  | 48         | 15          |         |             |
| Razem | Razem     | Razem                        | 180 | 167        | 103         | 31      |             |

### Reprezentacja Polski
- Kobiety:
  - we wspinaczce na czas Edyta Ropek (zajęła 5 miejsce), Aleksandra Mirosław (8 m.), Monika Prokopiuk (10 m.), a Klaudia Buczek została sklasyfikowana na 14 miejscu ponieważ w 1/8 finału miała upadek.
- Mężczyźni:
  - w boulderingu; Andrzej Mechrzyński-Wiktor (zajął 51 miejsce), Piotr Bunsich (53 m.), Aleksander Romanowski (61 m.), Jakub Główka (67 m.), a Jakub Jodłowski był 77.
  - we wspinaczce na czas; Łukasz Świrk (zajął 9 miejsce), a Marcin Dzieński  był 13.

## Medaliści
| Konkurencja               | Złoto                         | Srebro                      | Brąz                        |
| ------------------------- | ----------------------------- | --------------------------- | --------------------------- |
| Mężczyźni                 |                               |                             |                             |
| bouldering (15.09)        | Rosja · Dmitrij Szarafutdinow | Austria · Kilian Fischhuber | Rosja · Rustam Gelmanow     |
| prowadzenie (16.09)       | Austria · Jakob Schubert      | Kanada · Sean McColl        | Czechy · Adam Ondra         |
| wsp. na czas (16.09)      | Chiny · Zhong Qixin           | Czechy · Libor Hroza        | Rosja · Dmitry Timofiejew   |
| wspinaczka łączna (16.09) | Kanada · Sean McColl          | Niemcy · Thomas Tauporn     | Szwajcaria · Cédric Lachat  |
| Kobiety                   |                               |                             |                             |
| bouldering (16.09)        | Francja · Mélanie Sandoz      | Rosja · Olga Jakowlewa      | Austria · Anna Stöhr        |
| prowadzenie (15.09)       | Austria · Angela Eiter        | Japonia · Kim Ja-in         | Austria · Johanna Ernst     |
| wsp. na czas (15.09)      | Rosja · Julija Lewoczkina     | Rosja · Julija Kaplina      | Rosja · Natalia Titowa      |
| wspinaczka łączna (16.09) | Korea Południowa · Kim Ja-in  | Francja · Cécile Avezou     | Szwajcaria · Petra Klingler |

## Wyniki

### Wspinaczka łączna
System obliczania wyników był ustalany sumarycznie, gdzie wyniki były przeliczane według skomplikowanego systemu punktowo-miejscowego dla danej konkurencji. Suma tak obliczonych wyników z trzech konkurencji pozwalała wyłonić dopiero zwycięzcę. Taki system obliczania, ustalania wyników obowiązywał do mistrzostw świata 2018. Zmianę systemu ustalania wyników wymusił MKOl na IFCS warunkując dopuszczenie rozgrywania wspinaczki sportowej w formule łącznej na igrzyskach olimpijskich, żeby obliczanie było proste i zrozumiałe nie tylko dla sędziów ale także dla zawodników oraz dla publiczności.
| Klasyfikacja końcowa - łącznej wspinaczki sportowej | Klasyfikacja końcowa - łącznej wspinaczki sportowej | Klasyfikacja końcowa - łącznej wspinaczki sportowej | Klasyfikacja końcowa - łącznej wspinaczki sportowej | Klasyfikacja końcowa - łącznej wspinaczki sportowej | Klasyfikacja końcowa - łącznej wspinaczki sportowej | Klasyfikacja końcowa - łącznej wspinaczki sportowej | Klasyfikacja końcowa - łącznej wspinaczki sportowej | Klasyfikacja końcowa - łącznej wspinaczki sportowej | Klasyfikacja końcowa - łącznej wspinaczki sportowej |
| --------------------------------------------------- | --------------------------------------------------- | --------------------------------------------------- | --------------------------------------------------- | --------------------------------------------------- | --------------------------------------------------- | --------------------------------------------------- | --------------------------------------------------- | --------------------------------------------------- | --------------------------------------------------- |
| Miejsce                                             | Zawodnik                                            | Państwo                                             | Suma pkt                                            | Bouldering (B)                                      | Bouldering (B)                                      | Prowadzenie (P)                                     | Prowadzenie (P)                                     | czas (S)                                            | czas (S)                                            |
| Miejsce                                             | Zawodnik                                            | Państwo                                             | Suma pkt                                            | Wynik                                               | pkt                                                 | Wynik                                               | pkt                                                 | Wynik                                               | pkt                                                 |
|                                                     |                                                     |                                                     |                                                     |                                                     |                                                     |                                                     |                                                     |                                                     |                                                     |
| Mężczyźni                                           |                                                     |                                                     |                                                     |                                                     |                                                     |                                                     |                                                     |                                                     |                                                     |
|                                                     |                                                     |                                                     |                                                     |                                                     |                                                     |                                                     |                                                     |                                                     |                                                     |
| 01 !                                                | Sean McColl                                         | Kanada                                              | 240                                                 | 4                                                   | 100                                                 | 2                                                   | 100                                                 | 43                                                  | 40                                                  |
| 02 !                                                | Thomas Tauporn                                      | Niemcy                                              | 182                                                 | 11                                                  | 80                                                  | 20                                                  | 55                                                  | 38                                                  | 47                                                  |
| 03 !                                                | Cédric Lachat                                       | Szwajcaria                                          | 179                                                 | 12                                                  | 65                                                  | 13                                                  | 80                                                  | 45                                                  | 34                                                  |
| 4                                                   | Stefano Ghisolfi                                    | Włochy                                              | 171                                                 | 16                                                  | 51                                                  | 16                                                  | 65                                                  | 33                                                  | 35                                                  |
| 5                                                   | Artyom Dewjaterikov                                 | Kazachstan                                          | 166                                                 | 33                                                  | 43                                                  | 45                                                  | 43                                                  | 26                                                  | 80                                                  |
| 6                                                   | Aspar Jaelolo                                       | Indonezja                                           | 162                                                 | 97                                                  | 34                                                  | 91                                                  | 28                                                  | 19                                                  | 100                                                 |
| 7                                                   | Klemen Bečan                                        | Słowenia                                            | 133                                                 | 13                                                  | 55                                                  | 23                                                  | 51                                                  | 48                                                  | 27                                                  |
| 8                                                   | Andres Quinteros                                    | Ekwador                                             | 130                                                 | 99                                                  | 31                                                  | 77                                                  | 34                                                  | 30                                                  | 65                                                  |
|                                                     |                                                     |                                                     |                                                     |                                                     |                                                     |                                                     |                                                     |                                                     |                                                     |
| Kobiety                                             |                                                     |                                                     |                                                     |                                                     |                                                     |                                                     |                                                     |                                                     |                                                     |
|                                                     |                                                     |                                                     |                                                     |                                                     |                                                     |                                                     |                                                     |                                                     |                                                     |
| 01 !                                                | Kim Ja-in                                           | Korea Południowa                                    | 217                                                 | 5                                                   | 80                                                  | 2                                                   | 100                                                 | 41                                                  | 37                                                  |
| 02 !                                                | Cécile Avezou                                       | Francja                                             | 206                                                 | 4                                                   | 100                                                 | 16                                                  | 51                                                  | 26                                                  | 55                                                  |
| 03 !                                                | Petra Klingler                                      | Szwajcaria                                          | 192                                                 | 7                                                   | 65                                                  | 27                                                  | 47                                                  | 23                                                  | 80                                                  |
| 4                                                   | Tamara Ułżabajewa                                   | Kazachstan                                          | 178                                                 | 19                                                  | 47                                                  | 53                                                  | 31                                                  | 17                                                  | 100                                                 |
| 5                                                   | Barbara Bacher                                      | Austria                                             | 166                                                 | 8                                                   | 55                                                  | 9                                                   | 80                                                  | 42                                                  | 34                                                  |
| 6                                                   | Jenny Levarda                                       | Włochy                                              | 147                                                 | 17                                                  | 51                                                  | 12                                                  | 65                                                  | 43                                                  | 31                                                  |
| 7                                                   | Lee Hung Ying                                       | Chińskie Tajpej                                     | 137,5                                               | 33                                                  | 37                                                  | 43                                                  | 35,5                                                | 24                                                  | 65                                                  |
| 8                                                   | Rebekka Stotz                                       | Szwajcaria                                          | 135                                                 | 27                                                  | 40                                                  | 15                                                  | 55                                                  | 40                                                  | 40                                                  |

### Wspinaczka na czas
55 zawodników i 48 zawodniczek wystartowało w eliminacjach mistrzostw świata we wspinaczce na czas, do fazy pucharowej zakwalifikowało się 16 wspinaczy z najlepszymi czasami. Zawody wspinaczkowe w fazie finałowej były rozgrywane systemem pucharowym w formule duel, zwycięzca z pary kwalifikował się do dalszych wspinaczek, pokonany odpadał z rywalizacji. Dodatkowo została rozegrana wspinaczka o brązowy medal pomiędzy zawodnikami, którzy odpadli na etapie rywalizacji półfinałowej.
| Miejsce | Zawodnik               | Państwo   | Wynik |
| złoto   | Zhong Qixin            | Chiny     | 7,330 |
| srebro  | Libor Hroza            | Czechy    | 8,980 |
| brąz    | Dmitry Timofiejew      | Rosja     | 7,680 |
| 4       | Siergej Sinicyn        | Rosja     | 0u    |
| 5       | Jarosław Gontaryk      | Ukraina   | 6,770 |
| 6       | Jewgienij Wajcechowski | Rosja     | 7,370 |
| 7       | Arseni Szewczenko      | Rosja     | 0 u   |
| 8       | Danyjił Bołdyrew       | Ukraina   | 0 u   |
| 9       | Łukasz Świrk           | Polska    | 7,180 |
| 10      | Leonardo Gontero       | Włochy    | 7,210 |
| 11      | Choo Weng Khit         | Singapur  | 7,310 |
| 12      | Stanisław Kokorin      | Rosja     | 7,890 |
| 13      | Marcin Dzieński        | Polska    | 7,960 |
| 14      | Oleksij Jurko          | Ukraina   | 8,200 |
| 15      | Manuel Escobar         | Wenezuela | 0 u   |
| 16      | Siergiej Abdrachmanow  | Rosja     | 0 u   |

| Miejsce | Zawodniczka         | Państwo | Wynik  |
| złoto   | Julija Lewoczkina   | Rosja   | 8,370  |
| srebro  | Julija Kaplina      | Rosja   | 0 u    |
| brąz    | Natalia Titowa      | Rosja   | 9,220  |
| 4       | Ksenia Polechina    | Rosja   | 9,240  |
| 5       | Edyta Ropek         | Polska  | 8,900  |
| 6       | Alina Gajdamakina   | Rosja   | 8,920  |
| 7       | Esther Bruckner     | Francja | 10,330 |
| 8       | Aleksandra Mirosław | Polska  | 11,670 |
| 9       | Anouck Jaubert      | Francja | 9,650  |
| 10      | Monika Prokopiuk    | Polska  | 10,100 |
| 11      | Stefanie Pichler    | Austria | 10,150 |
| 12      | Marija Krasawina    | Rosja   | 10,630 |
| 13      | Margot Heitz        | Francja | 13,050 |
| 14      | Klaudia Buczek      | Polska  | 0 u    |
| 15      | Yang Wang           | Chiny   | 0 u    |
| 16      | Alexandra Elmer     | Austria | 0 u    |

## Klasyfikacja medalowa
* Organizator zawodów został zaznaczony tym kolorem.
|                   |                   |                   |   |   |   |    |   |   |   |   |   |   |
| 1                 | Rosja             | 2                 | 2 | 3 | 7 | 1  | 0 | 2 | 1 | 2 | 1 |   |
| 2                 | Austria           | 2                 | 1 | 2 | 5 | 1  | 1 | 0 | 1 | 0 | 2 |   |
| 3                 | Francja           | 1                 | 1 | 0 | 2 | 0  | 0 | 0 | 1 | 1 | 0 |   |
| 3                 | Kanada            | 1                 | 1 | 0 | 2 | 1  | 1 | 0 | 0 | 0 | 0 |   |
| 3                 | Korea Południowa  | 1                 | 1 | 0 | 2 | 0  | 0 | 0 | 1 | 1 | 0 |   |
| 6                 | Chiny             | 1                 | 0 | 0 | 1 | 1  | 0 | 0 | 0 | 0 | 0 |   |
| 7                 | Czechy            | 0                 | 1 | 1 | 2 | 0  | 1 | 1 | 0 | 0 | 0 |   |
| 8                 | Niemcy            | 0                 | 1 | 0 | 1 | 0  | 1 | 0 | 0 | 0 | 0 |   |
| 9                 | Szwajcaria        | 0                 | 0 | 2 | 2 | 0  | 0 | 1 | 0 | 0 | 1 |   |
| Ogółem (9 państw) | Ogółem (9 państw) | Ogółem (9 państw) | 8 | 8 | 8 | 24 | 4 | 4 | 4 | 4 | 4 | 4 |

Źródło: